# Proischnura rotundipennis
Proischnura rotundipennis är en trollsländeart som först beskrevs av Friedrich Ris 1921.  Proischnura rotundipennis ingår i släktet Proischnura och familjen dammflicksländor. IUCN kategoriserar arten globalt som livskraftig. Inga underarter finns listade i Catalogue of Life.